# Gabriel Thouin

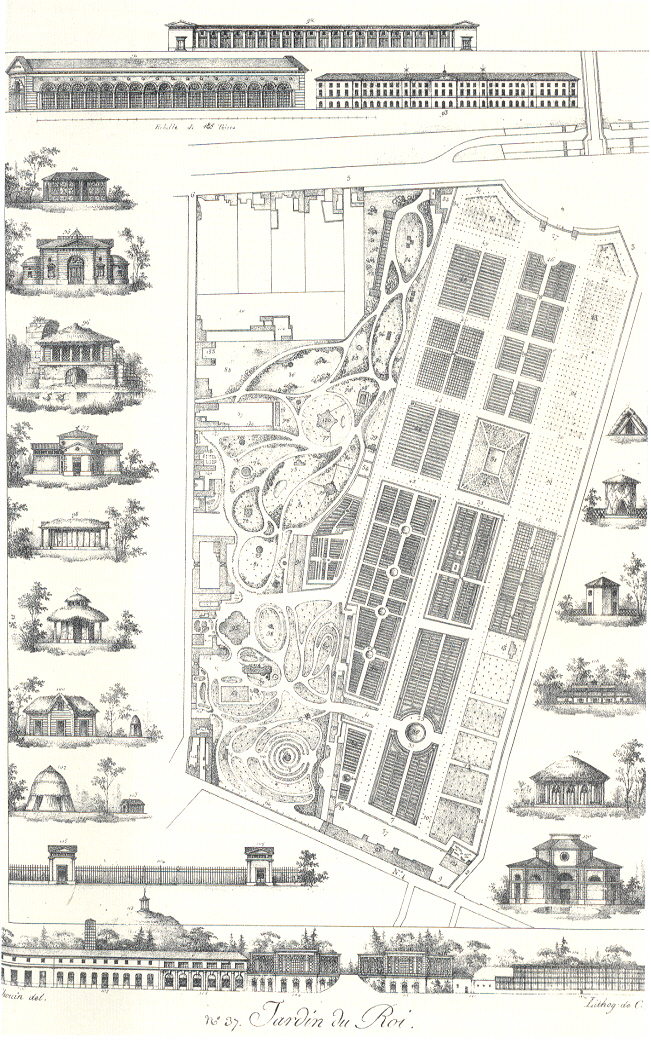
Grundriss und Architekturen des Königlichen Gartens („Jardin du Roi“, Vorläufer des „Jardin des plantes“). Aus: Plans raisonnés de toutes les espèces de jardins, 1820, Tafel 37

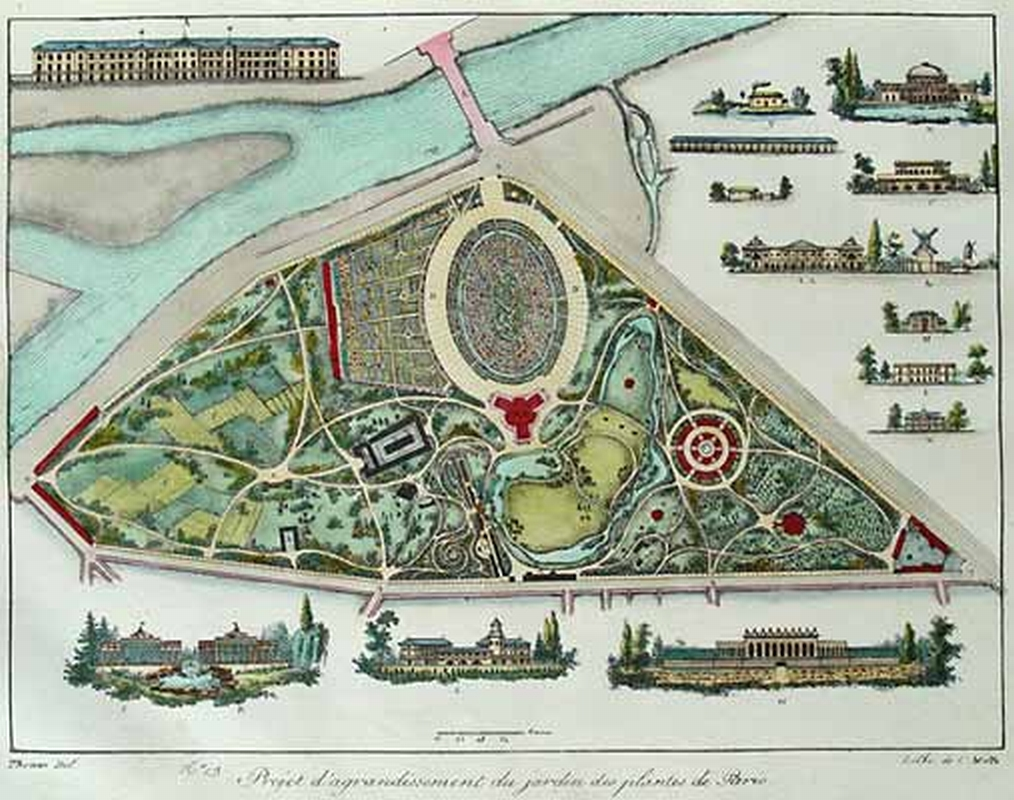
Projekt zur Vergrößerung des „Jardin des plantes“. Aus: Plans raisonnés de toutes les espèces de jardins, 1838

Gabriel Thouin (* 1754 in Paris; † 9. März 1829) war ein französischer Gartengestalter, Hauptvertreter der frühen (romantischen) Phase der landschaftlichen Gestaltungsrichtung, zu seiner Zeit einer der berühmtesten Gartengestalter Europas.

## Familie
Er war der Sohn von Jean-André Thouin (?–1764), der ab 1745 „Jardinier du Cabinet du Roi“ (leitender Gärtner des „Königlichen Gartens“) war, dem Vorgänger des Botanischen Gartens Jardin des Plantes in Paris. Der bedeutende Botaniker André Thouin war sein älterer Bruder.

## Leben und Werk
Gabriel Thouin ging zunächst bei seinem Vater als Gärtner im „Königlichen Garten“ von Paris in die Lehre und war dort anschließend wie auch sein Bruder tätig. Er war ein ausgezeichneter Gärtner, doch stellt sich rasch heraus, dass er ein begabter Gartengestalter war. In seiner Freizeit zeichnet er Gartenentwürfe.
Bald wurde er mit einem Projekt zur Vergrößerung des „Jardin des Plantes“ betraut. Gabriel arbeitete dabei eng mit seinem Bruder André zusammen. Sie entwarfen eine Abfolge langgestreckter Gewächshäuser, um das Akklimatisieren der vielen exotischen Pflanzen zu erleichtern, die von André nach der französischen Revolution und in der Zeit der Napoleonischen Kriege gezielt aus den enteigneten Gärten des Adels gesammelt und nach Paris verbracht worden waren. Aus Geldmangel wurde das Projekt jedoch nicht verwirklicht.

### Plan raisonné de toutes les espèces de jardins
Nachdem er zum Hauptinspektor des Gartens des Erzbistums ernannt worden war, veröffentlicht er 1819 als Ergebnis von 40 Jahren Forschung und Erfahrung sein erstes und einziges Buch. Während der Bruder André in seinem Buch Cours de culture et de naturalisation des végétaux verschiedene Kulturtechniken für Pflanzen beschreibt, behandelt Gabriel in seinem berühmt gewordenen Plan raisonné de toutes les espèces de jardins („Durchdachte Pläne für jeden Gartentyp“; erstmals veröffentlicht 1819/1820, mehrere Nachauflagen) verschiedene Stilrichtungen und Gartentypologien des 18. Jahrhunderts, schlägt sozusagen das Umfeld vor, in das die Pflanzen aus gestalterischer Sicht passen. Die ersten beiden Auflagen werden bewusst monochrom und in einzeln erhältlichen Teillieferungen herausgegeben, um den Preis niedrig zu halten und auch weniger begüterten Lesern den Erwerb zu ermöglichen. Thouin verstand sein Werk nämlich nicht als Theorie der Gartenkunst, sondern als Musterbuch für die praktische Anwendung. Einige Kopien der Erstausgabe tragen das Erscheinungsjahr 1919, andere 1920. Erst in der dritten Auflage 1838 durch einen anderen Verlag (Huzard), werden die enthaltenen Musterpläne – um den Schmuckcharakter zu betonen und sie noch lesbarer zu machen, koloriert und um einige Tafeln vermehrt herausgegeben.
Das Buch umfasst in der dritten Auflage insgesamt 58 Tafeln, die handkolorierten Lithografien von Gartenansichten und Plänen sind meist von C. Motte, eines von Bermard, nach Zeichnungen Gabriel Thouins ausgeführt.
Gabriel schlägt in seinem – André für 50 Jahre verdienstvolles Wirken gewidmeten – Buch einen Bogen von ganz bescheidenen Gärten für Arbeiter bis zu aufwändigst ausgestatteten Anlagen für vermögende Kreise. Er bezieht zudem Beispiele exotischer ausländischer Gärten ein, angepasst auf europäische Verhältnisse.
In seinem Vorwort teilt Gabriel Thouin die verschiedenen Gartentypen nach ihrer Nutzung in vier Hauptgruppen ein:
Gemüsegarten, Obstgärten, Botanische bzw. Arzneigärten sowie Ziergärten. Die Ziergärten teilt er wiederum nach ihrer Gestalt in drei Hauptrichtungen auf, nämlich symmetrische Gärten, englisch-chinesische Gärten und Landschaftsgärten. Diese Hauptklassen werden dann jeweils weiter unterteilt. Er stellt symmetrische und landschaftliche Gärten in seiner Einteilung nebeneinander, prinzipiell auf einer gleichwertigen Stufe, ungeachtet irgendeiner ästhetischen Wertschätzung. Die Gartenbeispiele im unregelmäßigen Stil überwiegen jedoch zahlenmäßig deutlich.

Projekt für einen Landschaftsgarten am Versailler Schlosspark. Aus: Plans raisonnés de toutes les espèces de jardins, 1828

Das Tafelwerk wird ergänzt durch konkrete Beschreibungen und Abbildungen von Entwürfen für jede erdenkliche Art von Gärten. Darunter sind auch ausgeführte Anlagen, einige von Thouin selbst, darunter die Königlichen Gärten der Tuilerien, die öffentlichen Anlagen an den Champs Elysée, einen nicht ausgeführten Vorschlag zur teilweisen Umgestaltung des barocken Gartens von Schloss Versailles (unter Beibehaltung der zentral gelegenen Teile) und dessen Erweiterung durch einen noch größeren Landschaftsgarten, sowie das Erweiterungsprojekt für den Jardin des Plantes.

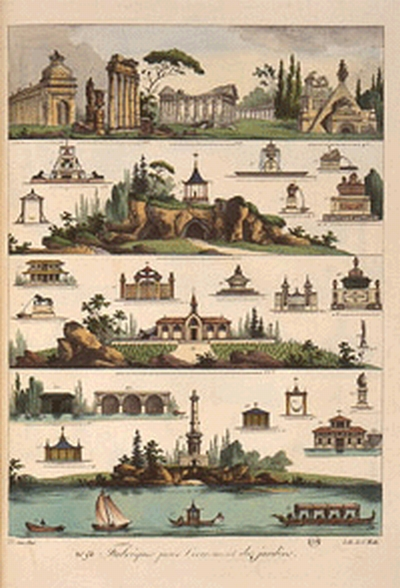
Vorschläge für schmückende Gartenarchitekturen („Fabriques pour l’ornement des jardins“). Aus: Plans raisonnés de toutes les espèces de jardins, 1838, Tafel 53

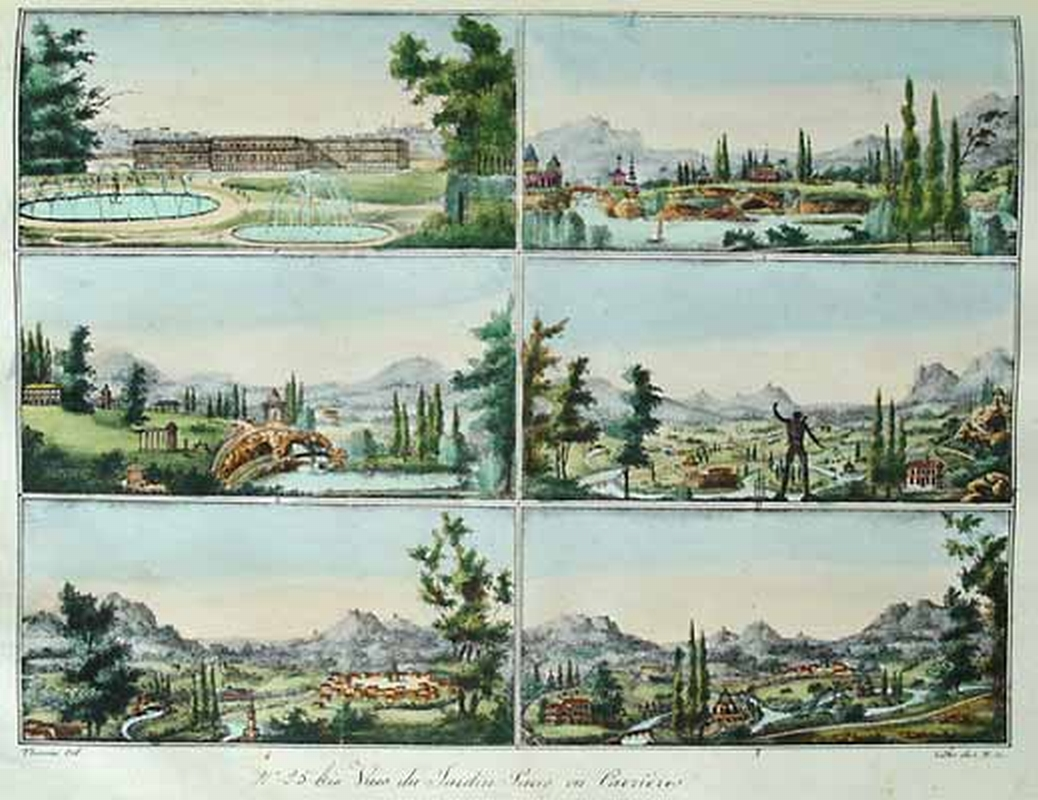
Vue du Jardin Parcs ou Carrières. Aus: Plans raisonnés de toutes les espèces de jardins, 1838

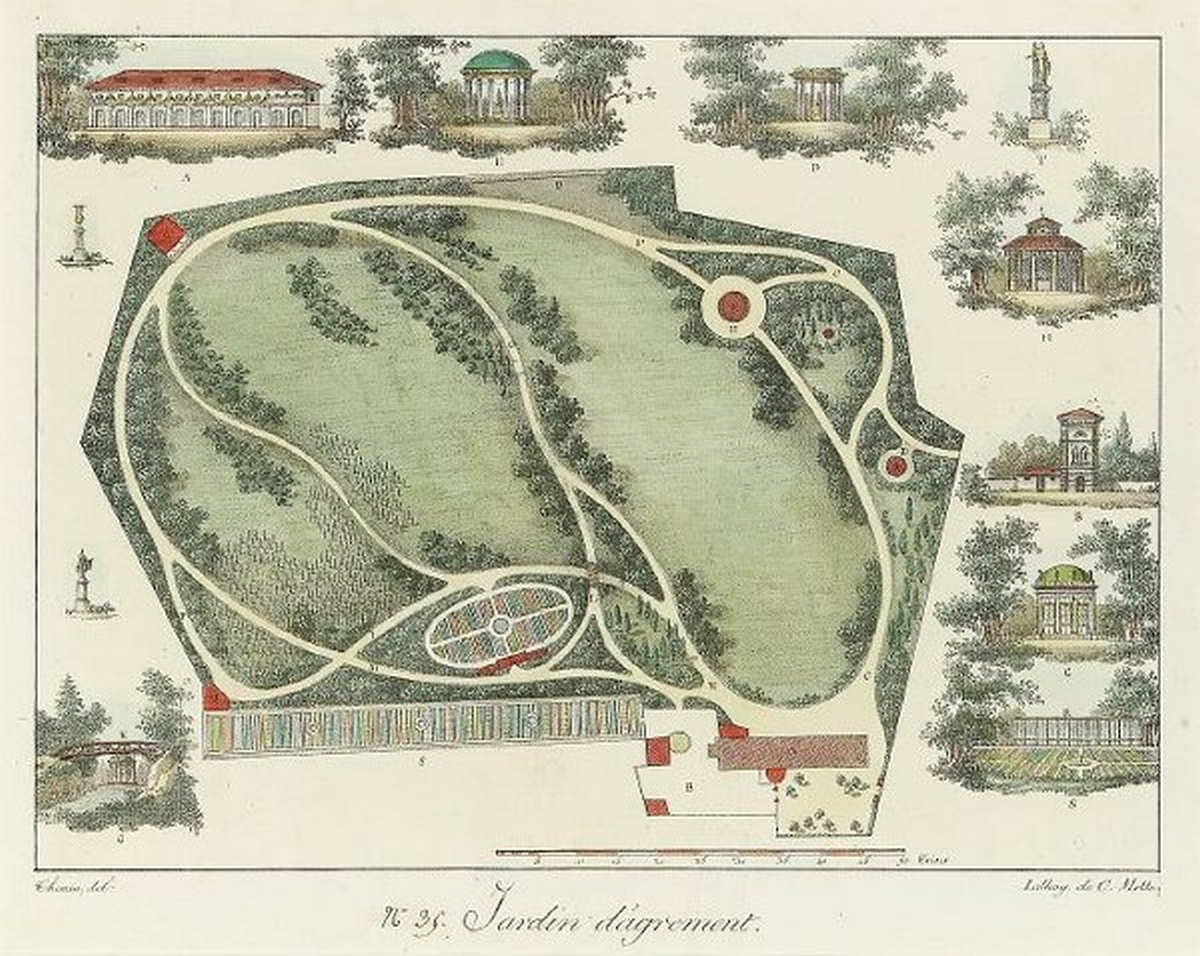
Vorschlag für einen Ziergarten („Jardin d’agrement“). Aus: Plans raisonnés de toutes les espèces de jardins, 1838

Gabriel Thouin spricht im Vorwort zu seinem Buch den Engländern im Übrigen das Verdienst ab, den natürlichen Stil eingeführt zu haben; er behauptet, dass der Architekt Charles Dufresnoy (1611–1688), Nachfolger von André Le Nôtre, zu Anfang des 18. Jahrhunderts auf einem Grundstück in der Faubourg Saint-Antoine bei Paris den ersten Mustergarten im natürlichen Stil angelegt und somit die Grundzüge des später „englischer Stil“ genannten Geschmacks vorgezeichnet habe.

## Bedeutung für die Gartenkunst im deutschsprachigen Raum
Peter Joseph Lenné, der sich nach seiner abgeschlossenen Gärtnerlehre 1811/12 zunächst in Paris aufhielt, bildete sich bei Gabriel Thouin in Gestaltung weiter (außerdem in der Botanik bei André Thouin, sowie in der Architektur bei Jean-Nicholas-Louis Durand). Die typische Gestaltung Gabriel Thouins (per Kurvenlineal entworfene weitbogig geschwungene Wege und hosenartige Wegekreuzungen, Ausgreifen des Planungsraumes auf ganze Landschaften, Einbindung von Industriearchitekturen und anderen vorhandenen Bauten, Verwendung exotischer Pflanzen) beeinflusste die späteren Arbeiten Lennés und seiner Schüler („Lenné-Meyer-Schule“) deutlich.
Gabriel Thouin starb im Alter von 82 Jahren, nur wenige Jahre nach seinem Bruder.